# Tigres (film)
 (juillet 2011).
Si vous disposez d'ouvrages ou d'articles de référence ou si vous connaissez des sites web de qualité traitant du thème abordé ici, merci de compléter l'article en donnant les références utiles à sa vérifiabilité et en les liant à la section « Notes et références ».
Pour plus de détails, voir Fiche technique et Distribution.
Tigres est un court métrage français de 50 secondes de Auguste et Louis Lumière. Il s'agit d'un documentaire animalier. C'est un film muet, en noir et blanc.
Deux tigres jouent dans une cage. Ils regardent un bâton leur tendant de la viande.